# Glypta borealis
Glypta borealis là một loài tò vò trong họ Ichneumonidae.